# Gibbitergum
Gibbitergum is een geslacht van rechtvleugeligen uit de familie Dericorythidae. De wetenschappelijke naam van dit geslacht is voor het eerst geldig gepubliceerd in 1998 door Zheng & Shi.

## Soorten
Het geslacht Gibbitergum  is monotypisch en omvat slechts de volgende soort:
- Gibbitergum qingchengshanensis (Zheng & Shi, 1998)